# Prix des lycéens allemands
Der Prix des lycéens allemands (dt. Preis der deutschen Gymnasiasten) ist ein Literaturpreis, der seit dem Schuljahr 2004/2005 von der Kulturabteilung der französischen Botschaft in Berlin, dem Bureau du Livre de Jeunesse in Frankfurt am Main sowie den Kultusministerien der Länder in Zusammenarbeit mit dem Ernst Klett Verlag organisiert wird. Als Vorlage diente der Prix Goncourt des lycéens in Frankreich. Die Preisverleihung findet jeweils auf der Leipziger Buchmesse statt.

## Verfahren

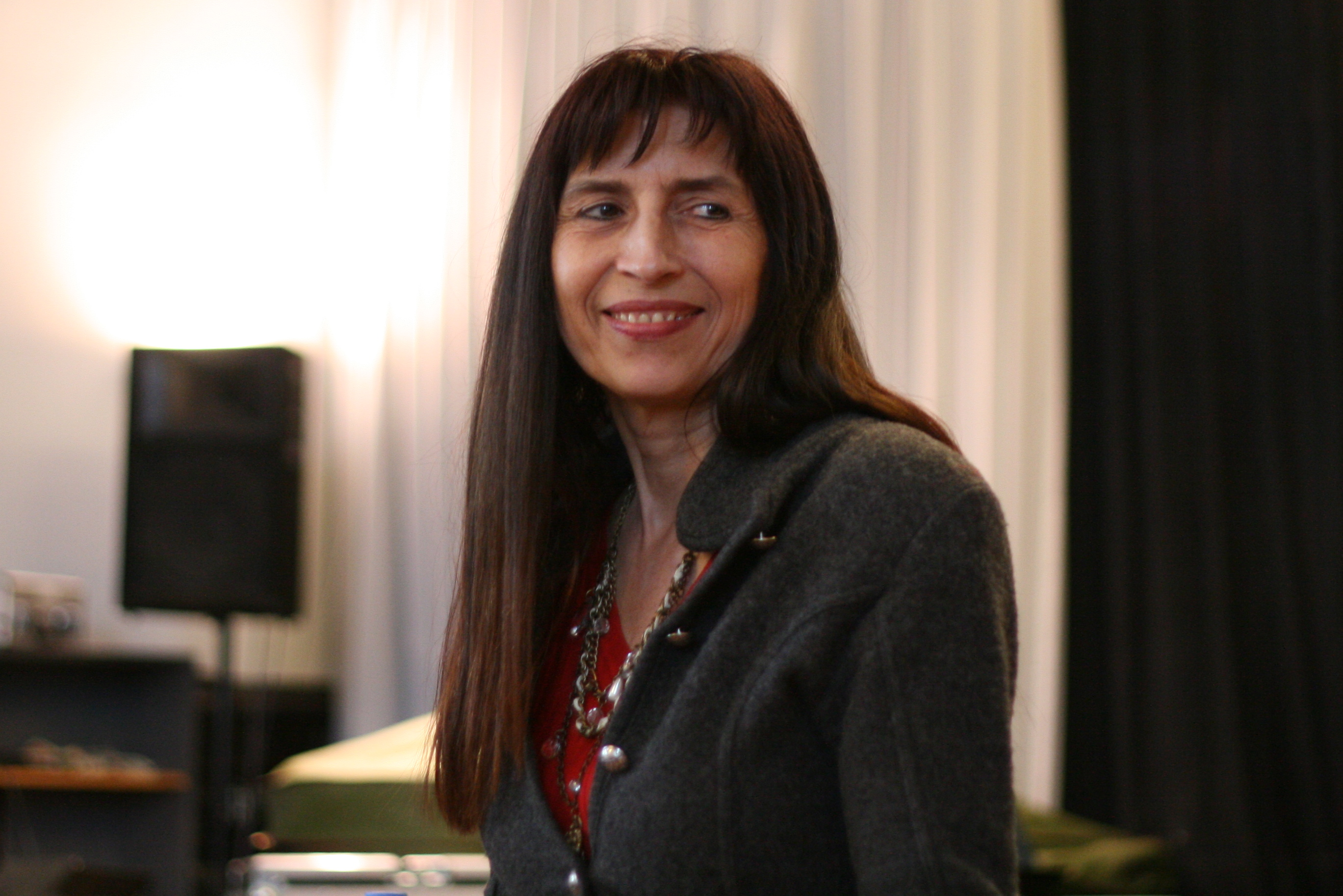
Martine Pouchain bei einer Autorenlesung im Rahmen des Prix des lycéens allemands 2009

Eine Auswahl von drei zeitgenössischen Jugendromanen wird zur Bewertung Französischkursen in deutschen Gymnasien vorgelegt. Die Schüler mit mindestens B2-Sprachniveau haben daraufhin mehrere Monate Zeit, um die Werke zu lesen und eingehend zu studieren. Sie werden dabei von ihren Französischlehrern unterstützt. Zudem reisen die nominierten Schriftsteller durch die Bundesländer, um den Gymnasiasten bei Autorenlesungen zu begegnen und Fragen zu klären.
Zunächst wählt jedes Gymnasium seinen Schulfavoriten und einen Vertreter für die Landesjury. Im zweiten Schritt wird anschließend im Frühjahr des jeweiligen Schuljahres auf Länderebene das beste Buch von Schülerjurys bestimmt. Im gleichen Zug entsendet die Jury jedes Bundeslandes ihren fähigsten und kompetentesten Vertreter als Landesdelegierten nach Leipzig, um die „Bundesjury“ zu bilden. Diese verleiht schließlich den Preis der deutschen Gymnasiasten auf der Leipziger Buchmesse.
Die Preisverleihung des Prix des lycéens allemands 2017 fand am 14. Oktober 2017 ausnahmsweise in Frankfurt am Main statt, da Frankreich 2017 Ehrengast auf der Frankfurter Buchmesse war.

## Umfang und Ziel des Preises
2004/2005 beteiligten sich etwa zweihundert Klassen an dem Preis. 2006 nahmen circa 2.700 Schüler am Projekt teil. Seit 2007 nehmen jedes Jahr etwa 3.500 Oberstufenschüler teil. Das Ziel des Preises ist es, den deutschen Gymnasiasten zeitgenössische französische Literatur näher zu bringen. Dabei werden Lesefähigkeiten verbessert, selbständiges Arbeiten in Gruppen sowie kritische Argumentationsfähigkeit geübt und französische Sprache und Kultur thematisiert.

## Preisgeld
Das vom Klett-Verlag gestiftete Preisgeld in Höhe von 5.000 Euro wird dem besten Roman zugesprochen. Bis 2010 diente es der Übersetzung des Werks ins Deutsche. Seit 2011 kommt es dem Preisträger direkt zugute.

## Ausgezeichnete Bücher
| Jahr | Originaltitel                                 | Autor                | deutscher Titel          | Erstausgabe                      |
| ---- | --------------------------------------------- | -------------------- | ------------------------ | -------------------------------- |
| 2005 | Maboul à zéro                                 | Jean-Paul Nozière    | Total verrückt           | Terzio, München 2007             |
| 2006 | Simple                                        | Marie-Aude Murail    | Simpel                   | Fischer, Frankfurt am Main 2007  |
| 2007 | Maestro                                       | Xavier-Laurent Petit | –                        | –                                |
| 2008 | Les murs bleus                                | Cathy Ytak           | –                        | –                                |
| 2009 | La mémoire trouée                             | Elisabeth Combres    | Die stummen Schreie      | Boje, Köln 2010                  |
| 2010 | Orages                                        | Sonia Ristić         | –                        | –                                |
| 2011 | La tête en friche                             | Marie-Sabine Roger   | Das Labyrinth der Wörter | Hoffmann und Campe, Hamburg 2010 |
| 2012 | Le temps des miracles                         | Anne-Laure Bondoux   | Die Zeit der Wunder      | Carlsen, Hamburg 2011            |
| 2013 | Le monde dans la main                         | Mikaël Ollivier      | –                        | –                                |
| 2014 | Le parloir                                    | Eric Sanvoisin       | –                        | –                                |
| 2015 | La fille qui rêvait d’embrasser Bonnie Parker | Isabelle Gagnon      | –                        | –                                |
| 2016 | Une arme dans la tête                         | Claire Mazard        | –                        | –                                |
| 2017 | 20 pieds sous terre                           | Charlotte Erlih      | –                        | –                                |
| 2018 | Le fils de l’Ursari                           | Xavier-Laurent Petit | –                        | –                                |
| 2019 | Une fille de…                                 | Jo Witek             | –                        | –                                |

## Auswahllisten
- 2004/2005: Satin grenadine von Marie Desplechin, Maboul à zéro von Jean-Paul Nozière, Un autre que moi von  Bernard Friot, Ki Du von Patrick Raynal, Le Chagrin de la Chine von Milena sowie L'Infante de Vélasquez von Marie Brantome

- 2005/2006: E–den von Mikaël Ollivier und Raymond Clarinard, La loi du plus beau von Christophe Lambert, La vie comme elle vient von Anne-Laure Bondoux, Une heure, une vie von Jeanne Benameur sowie Simple von Marie-Aude Murail

- 2006/2007: Créature contre créateur von Sarah K., Felicidad von Jean Molla, L'année de mes 15 ans von Marie-Claude Bérot, Le roman de Noémie von Véronique M. Le Normand sowie Maestro von Xavier-Laurent Petit

- 2007/2008: Ados sous contrôle von Johan Heliot, Dans la peau des arbres von Isabelle Collombat, Fille des crocodiles von Marie-Florence Ehret, Les murs bleus von Cathy Ytak sowie Un été outremer von Anne Vantal

- 2008/2009: Alors, partir ? von Julia Billet, Chevalier B. von Martine Pouchain, La mémoire trouée von Elisabeth Combres, Rester vivante von Catherine Leblanc sowie Rouge métro von Claudine Galéa

- 2009/2010: La gazelle von Hubert Ben Kemoun, Mon amour kalachnikov von Sylvie Deshors, L’âge d’ange von Anne Percin sowie Orages von Sonia Ristić

- 2010/2011: 16 ans et des poussières von Mireille Disdero, Ne plus vivre avec lui von Eva Kavian, Silence, on irradie von Christophe Léon sowie La tête en friche von Marie-Sabine Roger

- 2011/2012: Babyfaces von Marie Desplechin, La première fois on pardonne von Ahmed Kalouaz, Blog von Jean-Philippe Blondel sowie Le temps des miracles von Anne-Laure Bondoux

- 2012/2013: Désobéis! von Christophe Léon, Le monde dans la main von Mikaël Ollivier, Un cargo pour Berlin von Fred Paronuzzi sowie La fille sur la rive von Hélène Vignal

- 2013/2014: Ma von Louis Atangana, Demander l’impossible.com von Irène Cohen-Janca, Le cœur n’est pas un genou que l’on peut plier von Sabine Panet und Pauline Penot sowie Le parloir von Eric Sanvoisin

- 2014/2015: La fille qui rêvait d’embrasser Bonnie Parker von Isabelle Gagnon, Camp paradis von Jean-Paul Nozière, Le dernier ami de Jaurès von Tania Sollogoub sowie Sur le toit von Frédérique Niobey

- 2015/2016: Après la vague von Orianne Charpentier, Au moins un von Irène Cohen-Janca, Ce cahier est pour toi von Valérie Dayre sowie Une arme dans la tête von Claire Mazard

- 2016/2017: Les petites reines von Clémentine Beauvais, 20 pieds sous terre von Charlotte Erlih,  Le frère de Simone von Eva Kavian sowie La traversée von Jean-Christophe Tixier

- 2017/2018: La folle rencontre de Flora et Max von Cline Pierré und Martin Page, Le fils de l'Ursari von Xavier-Laurent Petit, La belle Rouge von Anne Loyer sowie Là où naissent les nuages von Annelise Heurtier.

- 2018/2019: Dans la forêt de Hokkaido von Éric Pessan, La maraude von Ahmed Kalouaz, Un détective très très très spécial von Romain Puértolas sowie Une fille de… von Jo Witek.

- 2020/2021: Aigre-doux von Wilfried N’sondé (Actes Sud Junior), Direct du cœur von Florence Medina (Magnard Jeunesse) sowie Même pas en rêve von Vivien Bessieres (Rouergue Jeunesse).